# 일본국유철도 203계 전동차
일본국유철도 203계 전동차(일본어: 国鉄203系電車)는 일본국유철도(현 JR)가 1982년부터 도입한 지하철 입선용 직류 통근형 전동차이다.
국철 분할 민영화 이후에는 동일본 여객철도(이하 JR 동일본)가 보유하고 있다.

## 제조 배경
본계열이 도입되기 전 조반 완행선과 제도고속도교통영단(현 도쿄 메트로) 지요다선과의 상호 직통 운행용으로 국철에서는 103계 1000번대를 운용하고 있었지만, 저항제어를 사용하고 있었기 때문에 가속시나 발전제동 사용에서 폐열이 지하철 터널 내부 온도 상승을 야기하고 있었다. 더 나아가 저항기가 송풍기를 탑재하지 않는 이상 자연 통풍방식인 것과 동시에 저항 제어차가 운용되고 있었던 도자이선과는 달리 비교적 길게 단선 터널구간을 고속으로 주행하고 있었기 때문에 냉각이 충분히 되지 않은데다 차내의 온도 상승이나 발열에 의한 주저항기의 오작동, 상하(바닥 하부공간) 기기의 열화가 있었으며, 영단과의 협정이었던 기동가속도에서의 성능이 한계였던 터라 중량이 증가하는 냉방 장치의 탑재가 불가능한 문제도 있었다. 또한 전기자 초퍼 제어나 회생제동을 채용한 영단 6000계에 비교할 때 소비 전력이 컸던 터라 국철은 영단 6000계와의 소비 전력 격차인 전력비를 영단에 지불하고 있었다. 그리고영단측에서도 국철에 대해 조기 초퍼제어화를 바라는 제의가 있었다.
이 문제를 해결하기 위해 전기자 초퍼 제어와 알루미늄 차체를 채용한 이 계열이 개발되었으며 1982년 조반 완행선의 아비코 - 도리데간 2복선화 개업시에 양산 선행차로서 0번대 10량 1편성을 도입하였다(1982년 8월 27일에 가와사키 중공업에서 완성·출장된 쿠하 203-1 이하 10량 편성). 해당 편성은 그 후 각종 훈련 등의 실시후 같은 해 11월 14일 아비코 - 도리데간 2복선 완성 기념의 출발식에 사용되었으며 2복선 완성 다음날 11월 15일부터 일반 영업 운행을 개시하였다.
계속해서 103계 1000번대를 교체하였으며, 1984년 2월부터 3월에 걸쳐 0번대 양산차 7편성을 도입하였는데 다음해 1985년 3월 제조분부터는 대차를 같은해 1월말에 생산된 205계와 동일한 볼스터리스 대차로 하여 제조비 감축 및 경량화를 도모한 100번대가 9편성 도입되었다. 이것으로 인해 종래의 103계 1000번대는 56량이 1984년에 105계 500번대로 개조되어 전량 배치된것 외에 104량이 1986년까지 조반 쾌속선·나리타선(아비코 - 나리타간)에 운용되었다.

## 구조

### 차체

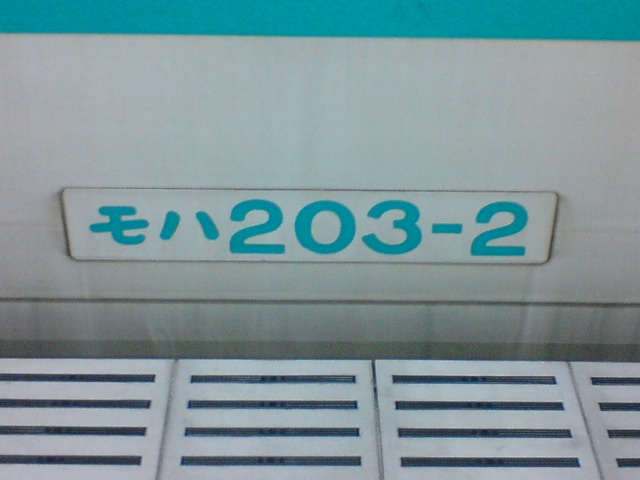
203계 마토 51편성의 차량 번호 표기

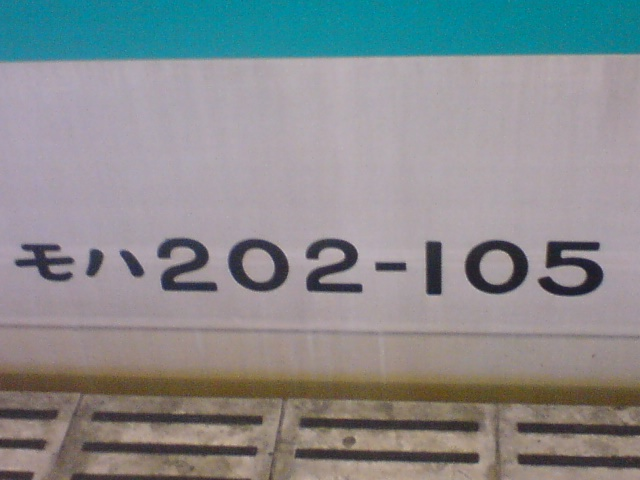
마토 51편성 이외의 차량 번호 표기

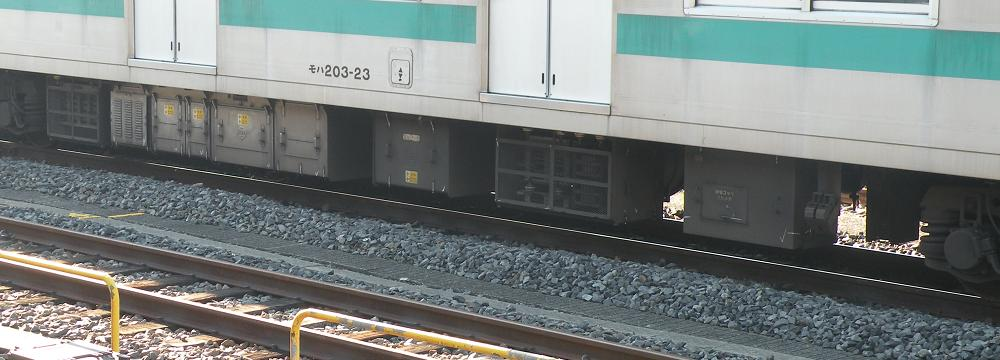
모하 203형의 마루 밑 기기. 은색으로 도색된 초퍼 장치

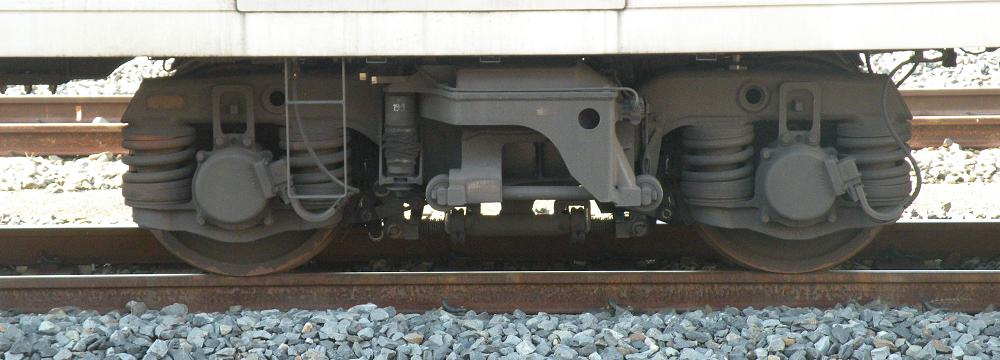
DT46A형 대차.

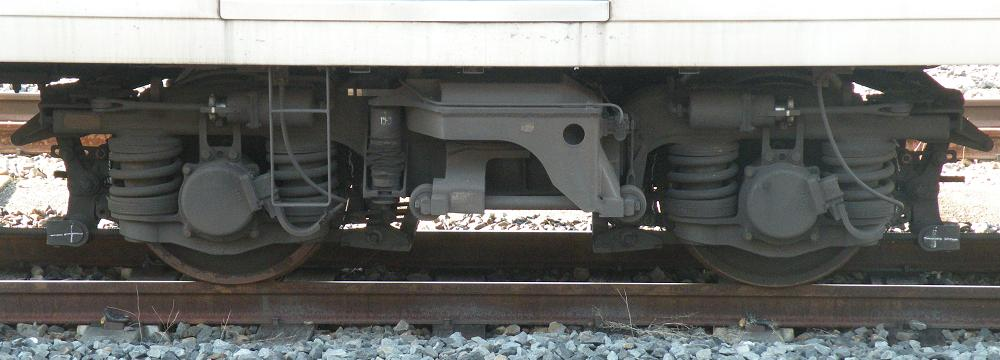
TR234형 대차.

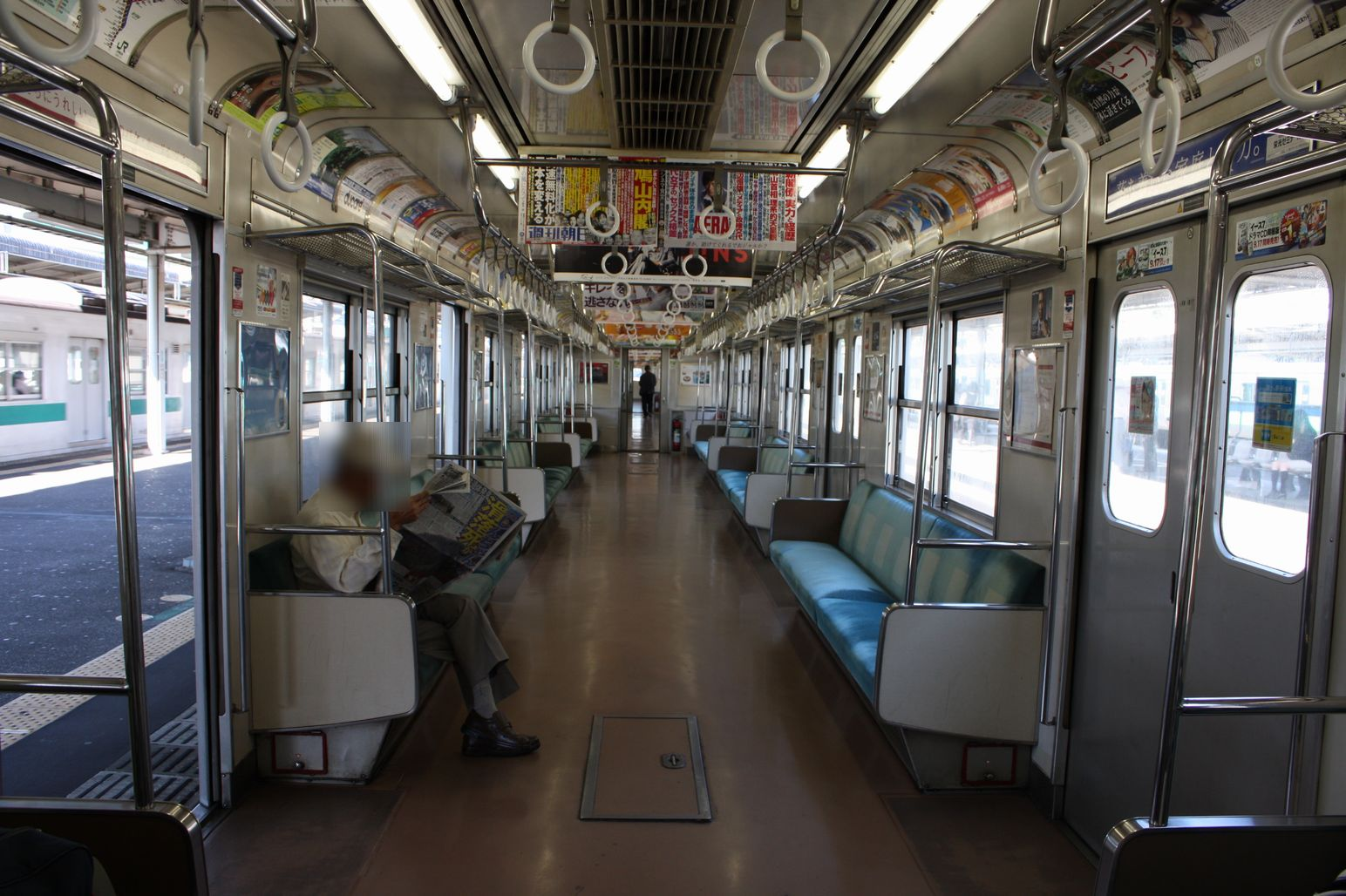
203계의 차내

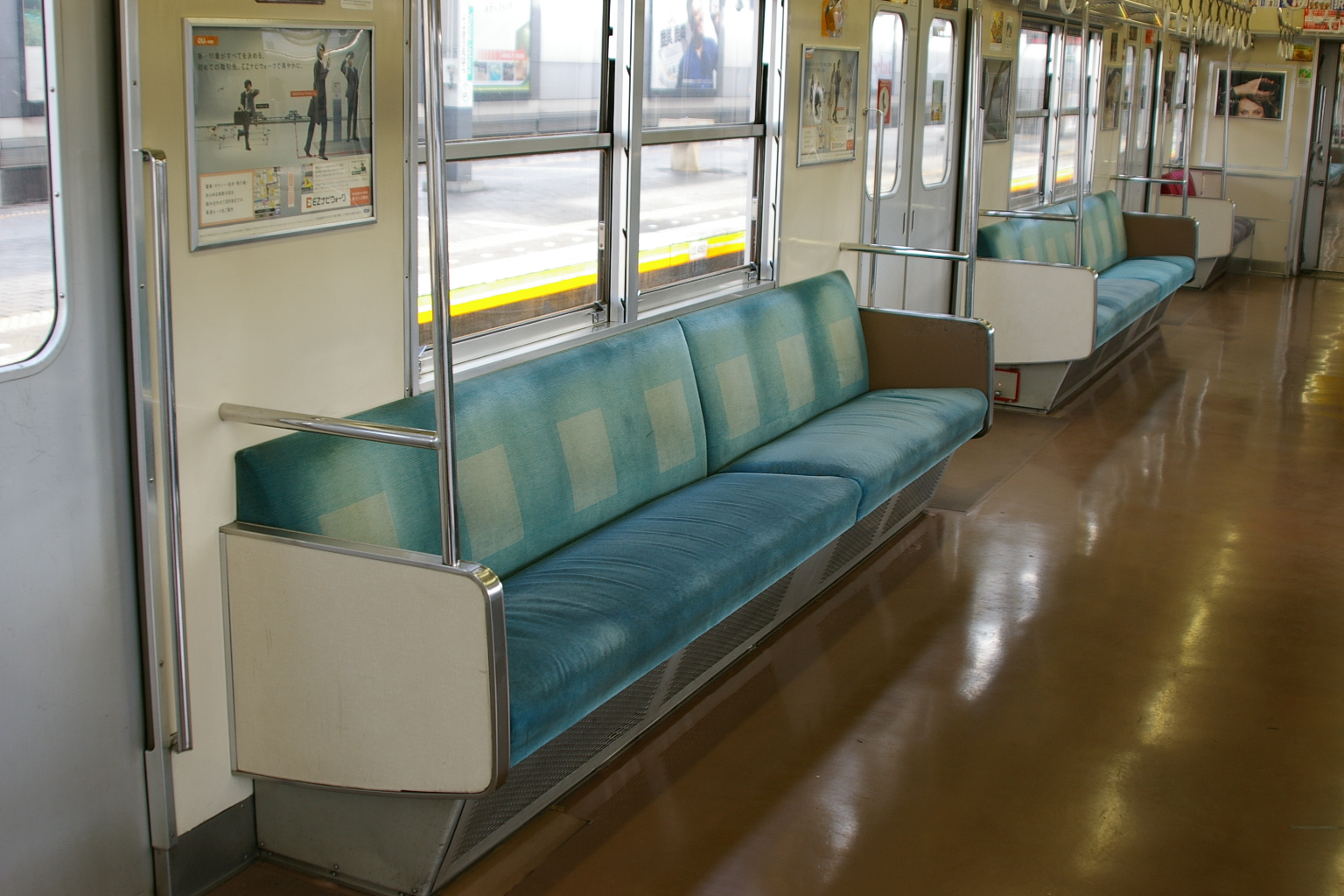
203계의 좌석

203계는 경량인 전 알루미늄 합금 차체를 채용하여 소음의 저감이나 영단과의 협정 가속도(3.3km/h/s) 성능을 적은 수의 전동차(MT비)로 실현하였다. 국철의 통근형 전동차로는 알루미늄 합금 차체를 채용한 것은 1969년까지 도입이 계속된 301계 이래 두번째였다. 지하철에 입선하기 위해 지하철 대응 차량이 되어 A-A 기준에 적합한 전면 중앙부에 비상 관통문을 탑재하였다.
차체 구성은 경량화를 위해 종래의 골조 공법이 아닌 대형의 압출형재를 사용한 새로운 공법을 채용하여 알루미늄 차체의 채용에 의해 같은 시기에 증비가 진행되었던 보통 강재의 201계보다 1량당 6t의 경량화를 실현하였다.
덧붙여 전두부에는 그때까지 채용 사례가 없던 독자적인 디자인이 주어졌다. 상반부 및 단부에는 경사가 생겨 요부가 일단으로 길게 돌출된 형상으로 행선 표시기, 열차 번호 표시기, JNR 마크가 창 주위에 검은색 바탕 천으로 통일되어 엑센트가 되고 있다.
국철 통근형 전동차의 표준형이던 측면 4도어 20m 차체이나 경량화를 위해 도어 포켓창을 중지했기 때문에 차량의 외관은 종래차와 차이가 있다. 덧붙여 같은 시기에 지쿠히선 전용으로 제조된 103계 1500번대나 그 후의 205계에도 도어
포켓 창은 설치되지 않았다. 또한 승객용 출입문은 알루미늄 허니컴제의 것을 사용하고 있는 것 외에 차체 강도를 확보하기 위해 구체의 두께가 201계 등부터 약간 늘어났으며, 72계 920번대나 101계 시작차와 같이 물받이가 구체에 매설된 특징이 있다. 덧붙여 100번대에는 선반, 통풍기 등에서 약간의 설계 변경이 실시되었다.(뒤에서 설명)
모든 차량이 은색의 알루미늄 무도장에 조반 완행선의 노선 컬러인 에메랄드 그린(청록 1호)의 띠를 감고 있다. 직통 운행구간인 지요다 선의 노선 컬러도 초록색이지만, 본계열의 것은 색조가 다르다.
이 외 측면의 차량 기호 번호 표기는 양산 선행차인 마토 51편성('마츠도 차량센터 제51편성'의 약어)만이 노선 컬러와 같은 색의 문자에 의한 표기가 알루미늄판 부착이 실시된데 비해 후의 차량은 차체에 직접 검은색으로 표기되었던 차이가 있다.
등장 당시 알려진 해당 차량의 특징이기도 한 전두부 운전대 상부의 JNR 마크는 분할 민영화로 JR 마크로 교체되었다(유리의 상부에서부터 검은 바탕의 실을 붙였으며, 거기에 JR 마크를 붙임. 207계 900번대도 마찬가지다). 또한 양산 선행차를 제외한 각 차량은 측면 막판부(측면당 2개소)에도 JNR 마크가 표시되고 있었지만 이것은 분할 민영화시에 떼어졌다. 동시에 선두차뿐만 아니라 각 좌우의 측면당 1개의 JR 마크가 표기되었다.
등장시에는 연결부의 처면에 창이 설치되어 있었지만, 후년에 전락 방지막을 탑재했을 때 봉쇄되었다.
창은 하단 상승·상단 하강식의 외부 판자식 유닛 창이었으나 201계와는 달리 상단창은 균형 없는 걸이식의 것(열렸을 때의 특징은 들어 올렸을때의 상태로 안쪽으로 당기는 식이며, 닫힐 때의 특징은 위로 끌어올렸을 때 상태에서 상부를 외측으로 눌러 건다)이 되고 있다.

### 대차·기기
기기류는 201계를 기초로 하였으며 주제어기는 사이리스터 초퍼 제어방식이다. 지하선 주행을 고려하여 기어비를 201계의 1:5.60에서 1:6.07로 변경하여 견인력을 향상시켰다. 초퍼 장치에는 201계의 CH1형(400A - 2,500V)보다 주 사이리스터를 대용량화한 CH1A형(1,000A - 2,500V)(EF67형 전기기관차 탑재기기와 동일)을 채용했다.
소자를 대용량화하는 것은 사용 횟수가 감소한데다 비용 저감을 도모할 수 있을 뿐만 아니라 기기의 소형 경량화를 도모할 수 있다는 장점이 있다. 이들의 기기 전체는 재검토를 실시하여 201계의 CH1형에 비해 CH1A형은 약 400kg의 경량화를 실현하였다.
제동은 응하중 제어부 전기자 초퍼 제어 회생제동 병용 전자직통제동(SELR)에 가세하여 자동 공기제동의 제어 벨브로 3압력식의 전기 제어변을 채용했다. 영단과의 협정에 의해 높은 감속도에 맞춰 회생 제동도 전계자로의 사용이 가능했다(201계에서는 45% 약계자). 정격 전류에서의 회생 제동력은 전동차 1유닛 약 9,500kg이며, 201계의 약 6,000kg 보다 대폭 강화되었다.
회생제동 사용시에는 전계자로 인해 기어비가 큰것과 함께 회생 전압이 가선 전압을 대폭으로 웃돌게 하기 위해 50km/h 이상부터 제동을 사용하는 때는 0.4옴의 직렬 저항이 삽입된다. 하지만 제동 저항을 삽입해도 60km/h 이상에서는 고속효가 작용하여 70km/h 이상의 고속역에서는 회생 제동력이 201계 보다 약해진다. 즉 203계는 고속으로 둘 수 있는 회생 제동력의 감약과 교환되어 지하철 구간에서 성능 향상의 요청에 특화한 설계가 채용되었다.
또한 보안 장치로서는 ATS-S형 및 ATC-4 A형(현재는 ATS-SN형 및 ATC-10형)을 탑재하고 있는 것 외에 열차 무선 장치로서는 영단용의 유도 무선, 국철 구간용의 공간파 무선을 탑재하고 있다.
운전실 내부에서는 운전 기기의 배치를 103계 1000번대 및 영단 6000계에 맞추기 위해 주간 제어기는 세로축식의 MC54B, 제동변은 ME41A를 탑재하고 있다. 이는 당시의 영단 지하철 지요다선 직통 운행 협정에 대해 기기 사양이 기존부터 정해지고 있었기 때문이었다.
대차는 0번대에 201계 양산차 대차를 기본으로 설계된 원통 안내 지지 방식(쉬리렌식)의 DT46A형(전동차), TR234형(제어차·부수차)을 채용했다. 본계열의 대차는 경량화를 위해 201계 보다 동력 대차·부수 대차 모두 대차 범위를 얇게 하고 있었다. 또한 기초 제동은 DT46A에서 편밀착 답면 제동을 답습했으나 경량화를 위해 TR234형에서는 디스크 제동을 중지하고 양안 답면식을 채용하였다. 이 결과 1대차 근처의 중량은 201계 양산차의 대차보다 DT46A형으로 약 170kg, TR234형은 약 750kg의 경량화를 실현하였다.
그 후 건조비 절감이 도모되었던 100번대에서는 같은 시기에 제조된 205계 대차와 동일한 원추 적층고무 지지방식 볼스타레스 구조의 DT50A형(전동차), TR235A형(제어차·부수차)이 채용되었다. 구조는 205계와 거의 같지만 해당 형식용과는 공기 용수철 지지 높이를 변경했던 것이 다르다. 또한 기초 제동은 동력 대차 부분의 변경은 없으나 부수 대차는 편측 압착 답면 방식과 디스크 제동(0번대에서는 1축 2디스크지만, 100번대는 1축 1디스크식)의 병용형이다. 이 대차는 부품 개수가 적어 보수가 용이하고 경량인 것과 한층 더 가격대 성능비로 뛰어난 대차이다.
보조 전원 장치에는 DM106형의 190kVA 브러시리스 MG(전동 발전기)를, 공기 압축기(CP)에는 레시프로식 MH3075A-C2000M형을 사용하고 있으며 이들은 201계 양산차에서 사용된 실적이 있었다.

### 승객 설비
차내는 전좌석 롱시트이다. 각부의 구조나 배색은 201계를 기본으로 하고 있다. 천정은 백색계, 측벽은 크림색 9호의 내장판을 사용했으며, 좌석 배개는 묽은 차색으로 하고 있다. 당시의 좌석천은 양단 3명분을 롬 브라운색(다른 갈색), 중앙의 1인분을 헤이즐 너트색(얇은 오랜지색)으로 한 것이다. 분할 민영화 이후는 민트 블루색의 구분 무늬천으로 교체가 실시되었다.
또한 승객의 요청이 강했던 에어컨에 대해서도 조반 완행선용의 차량으로는 처음으로 탑재되었으며, 쾌적성의 향상이 도모되었다. 에어컨은 같은 시기에 제조된 201계에서 채용되었던 에너지 절약형의 AU75G형(42,000kcal/h・48.9kW)을 탑재하고 있다. 실내로의 송풍은 덕트를 이용한 라인 플로우 방식으로 각 차량에는 라인 데리아(보조 송풍기) 4대가 설치되었다.

### 100번대
1985년 3월부터 다음해 1986년 3월에 걸쳐 증비된 양산 2차차에서는 아래와 같은 설계 변경이 실시되었으며 100번대로 구분되고 있다.
- 아래는 205계에서 처음 채용된 사양을 반영한 것이다
  - 경량 볼스터리스 대차의 채용(앞에서 서술)
  - 각 전동차간의 연결기를 밀착 연결기 구조에서 반영구 봉연결기로 변경(경량화와 비용 저감)
- 아래는 201계 경장차에서 채용된 비용 저감을 도모하기 위한 사양 변경이다.
  - 선반 철망을 스테인리스 철망에서 알루미늄 철망으로 변경
  - 통풍기(벤틸레이터)의 재질을 FRP제에서 SPG(아연 강판)제로 변경
  - 마루밑 제동 제어 장치의 기기 커버를 생략

## 편성과 운용
완성 이래 2010년 3월에 이르기까지 10량 17편성 170량 모두 마쓰도 차량센터(구 마쓰도 전차구)에 배치되었으며, 조반 완행선과 상호 직통 운행중인 도쿄 메트로 지요다선에서 운용되고 있다. 조반 완행선에서는 209계 1000번대, E233계 2000번대도 운용되고 있지만, 본계열이 이 노선의 주력 차량이라고도 할 수 있다.
편성 번호는 0번대 마토 51편성부터의 편성 번호(양산 선행차 마토 51·양산 1차차는 마토 52 - 58)를 사용중이며, 100번대(양산 2차차)는 마토 61 - 69의 편성 번호를 사용하고 있다.
|           |           | ←도리데요요기우에하라→ |                |               |              |                |               |              |                |               |                |
| 호차      | 호차      | 10                     | 9              | 8             | 7            | 6              | 5             | 4            | 3              | 2             | 1              |
| 형식      | 형식      | 쿠하 203 (Tc)          | ◇ 모하 203 (M) | 모하 202 (M') | 사하 203 (T) | ◇ 모하 203 (M) | 모하 202 (M') | 사하 203 (T) | ◇ 모하 203 (M) | 모하 202 (M') | 쿠하 202 (Tc') |
| 탑재 기기 | 탑재 기기 |                        | CHOP           | MG,CP         |              | CHOP           | MG,CP         |              | CHOP           | MG,CP         |                |
| 차량 중량 | 0번대     | 27.0t                  | 35.9t          | 36.1t         | 24.4t        | 35.9t          | 36.1t         | 24.4t        | 35.9t          | 36.1t         | 26.5t          |
| 차량 중량 | 100번대   | 24.2t                  | 32.3t          | 32.9t         | 21.9t        | 32.3t          | 32.9t         | 21.9t        | 32.3t          | 32.9t         | 23.9t          |

- CHOP: 초퍼 제어 장치
- MG(전동 발전기): 브러시리스 MG
- CP: 공기 압축기

덧붙여 지요다선과 직통 운행하고 있는 오다큐 전철의 열차 무선이나 ATS는 탑재하고 있지 않기 때문에 해당 회사의 오다와라선이나 다마선으로는 진입할 수 없다.

## 신형 차량으로의 교체
JR 동일본에서는 2007년 3월 E233계의 조반 완행선 사양차(2000번대)를 새로 투입하고 있었으며 2008년 여름 이후 영업 운행 개시를 발표했다. 이것은 종래의 203계 및 207계 900번대의 교체로 인한 신조이지만, 당시 일부 언론 매체가 해당 차량의 운용 개시와 함께 203계 및 207계 900번대가 폐차된다고 보도했으나 2009년 3월 JR 동일본이 발표한 설비 투자 계획에서 조반 완행선의 E233계 도입은 2009년도부터 되고 있었다.
E233계의 도입 계획은 2009년도에 1편성, 2010년도 이후 17편성으로 되어 있으며 2009년도 도입 편성은 같은 해 9월부터 영업 운행을 개시하였는데, 207계 900번대를 교체하였다. 계속해서 2010년도에는 203계의 운용 이탈이 시작되어 2010년 12월까지 4편성 40량이 차적에서 삭제되어 폐차되었다.

## 같이 보기
- 도쿄 지하철 6000계 전동차
- 도쿄 지하철 06계 전동차
- 도쿄 지하철 16000계 전동차
- JR 동일본 209계 1000번대
- JR 동일본 E233계 2000번대